# Junonia laomedia
Junonia laomedia är en fjärilsart som beskrevs av Carl von Linné 1767. Junonia laomedia ingår i släktet Junonia och familjen praktfjärilar. Inga underarter finns listade i Catalogue of Life.